# 大倉耕濤
大倉 耕濤（おおくら こうとう、生年不明 - 明治43年〈1910年〉）とは、明治時代の浮世絵師、日本画家。

## 来歴
尾形月耕の門人。姓は大倉、名は勝太郎。彫師 の（初代）大倉半兵衛の子。月耕の桶町時代の門人で、明治20年代から明治30年代にかけて活躍する。美人画をよくし、錦絵では「大洪水之図」などの3枚続の報道画、戦争画を描いている。明治24年（1891年）に開催された日本青年絵画協会臨時研究会に出品した「梅枝兜」が五等褒状を受賞する。また明治27年（1894年）開催の第3回日本青年絵画協会絵画共進会に出品の「誠偽図」が二等褒状を受賞、翌明治28年の第4回日本青年絵画協会絵画共進会においても、「挈児奮勇図」（けつじふんゆうず）が三等褒状を受けた。その後、明治33年（1900年）と明治35年（1902年）の日本絵画協会日本美術院連合絵画共進会にも作品を出品している。明治27年製作の「日本連捷双六」では同門の千品耕暁と、また明治35年製作の錦絵「義士四十七図　間十次郎光興」では師の月耕と共作している。

## 作品
- 「日本魂　原田重吉」　大判　明治27年
- 「日本連捷双六」（田村為吉版）　明治27年　早稲田大学図書館所蔵　※耕暁との合作
- 「日軍平壌大進撃之図」　大判3枚続　明治27年頃　国立国会図書館所蔵
- 「古代風俗　元禄踊里之図」（長谷川寿美版）　大判3枚続　明治28年　悳俊彦コレクション
- 「大洪水之図」　大判3枚続　明治29年
- 「義士四十七図　間十次郎光興」（松木平吉版）　大判　明治35年　悳俊彦コレクション　※月耕との合作
- 「日露会見談判図」　大判3枚続　明治37年